# Гаганьян-2
«Гаганьян-2» (англ. Gaganyaan-2, хинди गगनयान-2) — второй беспилотный космический корабль Индии серии «Гаганьян». Запуск миссии планируется на 2026 год.

## Цели миссии
Второй беспилотный полёт корабля «Гаганьян». На борту корабля будет робот-гуманоид Вьоммитра, предназначенный для испытательных целей, который также полетит и на «Гаганьян-1».